# 피아노 (1998년 드라마)
《피아노》는 1998년 3월 30일부터 1998년 3월 31일에 MBC 기획 특집 드라마로, 고용불안과 정리해고로 대변되는 IMF시대를 사는 우리의 서글픈 자화상을 2부작 드라마로 엮었다.
한편, 10회부터 매년 연말 개최 형식으로 변경된 제11회 한국방송작가상 드라마 부문 후보에 한때 거론됐으나 탈락했다.

## 줄거리
아파트로 이사오게 된 진희는 우연히 친구를 만나 친구집에 놀러가서 영어를 구사하는 친구 아들의 모습에 위기를 느끼고 아들 은기를 영어학원에 보낸다. 명석은 갑작스럽게 해고를 당해 새로운 일자리를 찾고, 진희는 텔레마케터 아르바이트를 해 피아노를 장만하지만 딸 은혜는 배우기를 싫어한다. 아들 은기의 영어발표회 날 은기의 노래에 맞춰 진희는 피아노 반주를 하는데 박자가 맞지 않아 둘을 당황한다.
실직해서 집에 있는 명석 때문에 결국 진희는 아파트를 팔고 단칸방으로 이사를 가자고 하고, 장모는 딸에게 짐이 되지 않기 위해 집을 나가 목욕탕을 하는 친구에게 얹혀산다. 어느 날 우유를 훔친 은기 때문에 이웃집 아줌마와 다툰 후 우유를 사러가겠다며 나간 명석은 들어오지 않는다. 진희는 실종된 남편을 찾게 되고, 남편과 싸워 다친 부장에게 피아노를 판 돈으로 병원비를 내준다. 명석은 장모에게 찾아가 집으로 돌아가자고 권유하고 세차장에서 일을 하기 시작한다.

## 등장 인물
- 원미경 : 진희 역 - 은혜와 은기의 어머니
- 김창완 : 명석 역 - 은혜와 은기의 아버지
- 김지영 : 진희의 어머니 역
- 여운계
- 김서라
- 송도순
- 윤예희
- 문회원
- 박용팔
- 차윤희
- 정한헌
- 김인수
- 최범호
- 강상구
- 정수형
- 최세환
- 서지연
- 주현영
- 엄현정
- 서지희(아역) : 은혜 역
- 임희태(아역) : 은기 역